# ワイ・ノット
ワイ・ノット(Y Not)は、2010年に発表されたリンゴ・スターのアルバム。

## 解説
リンゴ・スター初のセルフプロデュースによるアルバム。ファーストシングルの「ウォーク・ウィズ・ユー」はポール・マッカートニーとのデュエット曲となっている。

## 収録曲
1. フィル・イン・ザ・ブランクス  - Fill In The Blanks
2. ピース・ドリーム - Peace Dream
3. ジ・アザー・サイド・オブ・リヴァプール - The Other Side Of Liverpool
4. ウォーク・ウィズ・ユー - Walk With You
5. タイム - Time
6. エヴリワン・ウィンズ - Everyone Wins
7. ミステリー・オブ・ザ・ナイト - Mystery Of The Night
8. キャント・ドゥー・イット・ロング - Can't Do It Wrong
9. ワイ・ノット - Y Not
10. フーズ・ユア・ダディ - Who's Your Daddy